# Pete Rock
Peter Phillips, mais conhecido pelo seu nome artístico Pete Rock (Bronx, 21 de junho de 1970) é um rapper, DJ e produtor musical estadunidense. Iniciou a carreira como membro da banda criticamente aclamada Pete Rock & CL Smooth. Após a dupla se separar, Rock continuou sua carreira como artista solo quando ganhou respeito mundialmente, adquirindo um sucesso mainstream. Juntamente com grupos como Stetsasonic, A Tribe Called Quest, The Roots e Gang Starr, Pete fez uma fusão do jazz como hip hop, originando o jazz rap. Ele foi considerado como o segundo melhor produtor musical de hip hop de todos os tempos pelo site about.com.

## Discografia
Álbuns de estúdio
- Soul Survivor (1998)
- PeteStrumentals (2001)
- Lost & Found: Hip Hop Underground Soul Classics (2003)
- Soul Survivor II (2004)
- The Surviving Elements: From Soul Survivor II Sessions (2005)
- NY's Finest (2008)
- The Surviving Elements: From Soul Survivor II Sessions [Re-Issue] (2009)